# El Dorado Gate
El Dorado Gate (яп. エルドラドゲート Eru Dorado Gēto) — эпизодическая японская ролевая компьютерная игра для Dreamcast. Семь эпизодов игры выходили эксклюзивно в Японии раз в два месяца с 10 октября 2000 года по 10 октября 2001 года.
Каждый эпизод содержит несколько глав, а вся серия состоит из 18 глав. Каждая глава устроена таким образом чтобы её можно было пройти за 2-3 часа. Игры были совместимы с сетевыми сервисами консоли. Создателями серии являются геймдизайнер Ёсинори Такэнака и художник Ёситака Амано.

## Эпизоды
- El Dorado Gate: Volume 1 (10 октября 2000)
- El Dorado Gate: Volume 2 (12 декабря 2000)
- El Dorado Gate: Volume 3 (2 февраля 2001)
- El Dorado Gate: Volume 4 (12 апреля 2001)
- El Dorado Gate: Volume 5 (6 июня 2001)
- El Dorado Gate: Volume 6 (8 августа 2001)
- El Dorado Gate: Volume 7 (10 октября 2001)

## Оценки
| Иноязычные издания | Иноязычные издания |
| Издание            | Оценка             |
| ------------------ | ------------------ |
| Famitsu            | 21/30              |
| GameSpot           | 6,7/10             |
| IGN                | 7,9/10             |

IGN дал первой части оценку 7,9.
Gamespot дал первой части оценку 6,7.
Три рецензента Famitsu оценили пятую часть в общей сложности на 21 балл из 30.